# IFPI香港唱片銷量大獎
IFPI香港唱片銷量大獎（英語：IFPI Hong Kong Top Sales Award），由國際唱片業協會（香港會）〔簡稱「香港IFPI」〕與香港電台合辦，由香港IFPI對香港本地的唱片銷量進行統計，據官方所指，獲獎唱片的標準就是本年的銷售量。頒獎禮最初名為香港金唱片頒獎典禮（英語：Hong Kong Gold Disc Award Presentation），於1977年首次頒發。後更名為IFPI香港唱片銷量大獎，直至2017年終結。

## 沿革
1977年，國際唱片業協會（香港會）為表揚香港最高銷量的本地及國際唱片，始舉辦香港金唱片頒獎典禮，並邀請得獎歌手表演收錄於得獎唱片中之歌曲。1977年3月26日，第一屆香港金唱片頒獎典禮假利舞臺戲院舉行。
每年唱片銷量的計算方法是由上年度的12月1日至下年度的11月30日，而最暢銷歌手大獎的計算方法是由此段期間所推出的大碟市場總和，並由香港唱片商會提供數字。 
由於唱片市場持續不景氣，機構統計銷量的標準於2006年改制，將本地金、白金及雙白金唱片銷量下調為15,000張、30,000張、60,000張或以上。在70年代至90年代的本地金、白金及雙白金唱片銷量標準則定為25,000張、50,000張及100,000張或以上。
香港電台頒獎典禮的銷量獎與IFPI唱片銷量獎計算方法不同，以致結果亦不同，最明顯的分別是2012年，IFPI全年最高銷量本地女歌手為鄧紫棋，但香港電台的最高銷量女歌手為容祖兒。另外，2002年IFPI全年最高銷量本地女歌手為鄭秀文，但香港電台全年最高銷量本地女歌手獎項，鄭秀文竟然與容祖兒及twins一同獲獎，因此，香港電台所頒發的銷量獎，公信力亦備受質疑。在2002年到2004年期間，香港電台全年最高銷量歌手獎項，一分為六，淪為豬肉獎，甚為難看，而且2004年全年最高銷量女歌手獎項的公信力亦惹來爭議，當年IFPI全年最高銷量女歌手獎為容祖兒，香港電台亦頒發了該獎項，分别由梁詠琪，容祖兒及Twins奪得，可是梁詠琪沒有任何一張唱片奪得該年度IFPI十大暢銷廣東唱片獎項，或十大暢銷國語唱片獎項，何以會奪得香港電台全年最高銷量女歌手獎項？另一方面，當年IFPI十大暢銷廣東唱片獎項，梅艷芳有兩張唱片入選，最高銷量廣東唱片為《Anita Classic Moment Live》，因此香港電台所頒發的銷量獎項，公信力蕩然無存。到2007年開始，銷量獎項一分為三，同時增設全年最高銷量組合獎。香港電台的銷量獎項，總是由英皇娛樂唱片公司旗下歌手奪得，公信力成迷。
2008年8月，香港多間唱片公司（包括香港音像聯盟成員環球唱片、華納唱片、Sony BMG、EMI、Bma）宣佈退出IFPI後，此獎項未納入這些唱片公司發行的唱片，而由於主流唱片公司只剩下英皇娛樂，加上IFPI主席為英皇高層吳雨，因此這頒獎禮又被不少媒體戲稱為「英皇唱片銷量大獎」或「EEG香港唱片銷量大獎」，公信力受嚴重質疑。反之，香港唱片商會銷量榜一直被視為全港最有公信力之唱片銷量統計機構。該頒獎典禮自2008年開始，充斥着各式各樣豬肉獎，甚至獲獎唱片普羅大眾聞所未聞，可信性每況越下。大多樂迷依照香港唱片商會銷量排行榜的結果，認為張國榮，梅艷芳，鄭秀文，衛蘭以及鄧紫棋的銷量獎項，具可信性。
2014年的頒獎禮當中，未曾在香港唱片商會銷量榜中上榜的鍾欣潼專輯《完整愛》竟成為最高銷量國語碟，而備受質疑。事實上，IFPI的賽果早在多年前就不斷被質疑。
2017年起，由於香港多間唱片公司不參與，加上唱片銷量慘淡，因此未有頒發任何獎項，該頒獎禮正式完結。
於2018年度勁歌金曲頒獎典禮起，新增「勁歌金曲唱片銷量大奬」取代之，惟仍欠公信力，甚至得獎專輯，較IFPI頒獎典禮，更難令人信服。

## 歷屆主要獎項
- 香港金唱片頒獎典禮 - 最暢銷唱片獎（IFPI香港唱片銷量大獎前身）[12]

##### 1985至1986年度
- 《愛情陷阱》譚詠麟

##### 1986至1987年度
- 《壞女孩》梅艷芳

##### 1987至1988年度
- 《迷惑》譚詠麟
- IFPI香港唱片銷量大獎

| 年份   | 全年最高銷量本地男歌手                                     | 全年最高銷量本地女歌手 | 全年最高銷量本地組合 | 最高銷量廣東唱片                             | 最高銷量國語唱片                        |
| ------ | ---------------------------------------------------------- | --- | -------------------- | -------------------------------------------- | --------------------------------------- |
| 1987年 | 譚詠麟                                                     | |                      | 張國榮 《Summer Romance》                    |                                         |
| 1988年 |                                                            | |                      | 譚詠麟 《擁抱》                              |                                         |
| 1989年 |                                                            | |                      | 陳慧嫻 《永遠是你的朋友》                    |                                         |
| 1990年 |                                                            | |                      | 譚詠麟 《夢幻舞台》                          |                                         |
| 1991年 |                                                            | |                      | 黎 明 《是愛、是緣》                         |                                         |
| 1992年 | 張學友                                                     | |                      | 張學友 《真情流露》                          |                                         |
| 1993年 | 張學友                                                     | |                      | 張學友 《我與你》                            |                                         |
| 1994年 | 張學友                                                     | 彭羚 |                      | 張學友 《餓狼傳說》                          |                                         |
| 1995年 | 張學友                                                     | 彭羚 |                      | 張國榮 《寵愛》                              |                                         |
| 1996年 | 張學友                                                     | 鄭秀文 |                      | 張學友 《愛與交響曲》                        |                                         |
| 1997年 | 張學友                                                     | 鄭秀文 |                      | 張學友 《不老的傳說》                        |                                         |
| 1998年 | 張學友                                                     | 鄭秀文 |                      | 蘇永康 《不想獨自快樂》                      |                                         |
| 1999年 | 劉德華、許志安                                             | 鄭秀文 |                      | 張學友 《有個人》                            |                                         |
| 2000年 | 謝霆鋒                                                     | 陳慧琳 |                      | 陳慧琳 《戀愛情色》                          |                                         |
| 2001年 | 黎 明                                                      | 鄭秀文 |                      | 容祖兒 《喜歡祖兒》                          |                                         |
| 2002年 | 李克勤                                                     | 鄭秀文 |                      | Twins 《我們的紀念冊》                       | 周杰倫 《八度空間》                     |
| 2003年 | 陳奕迅                                                     | 本年沒此項提名，惟原因不明。推斷，Twins被歸類為組合，不符合資格獲得該獎項。而容祖兒與鄭秀文的唱片全年總銷量一樣，難以同時獲獎。。 |                      | 譚詠麟、李克勤 《左麟右李演唱會2003》        | 周杰倫 《葉惠美》                       |
| 2004年 | 譚詠麟 & 李克勤注意:以二人組合形式獲獎，非以單一歌手計算。 | 容祖兒 |                      | 梅艷芳 《Anita Classic Moment Live》         | 周杰倫 《七里香》                       |
| 2005年 | 古巨基                                                     | 容祖兒 |                      | 張學友 《活出生命LIVE演唱會》                | 周杰倫 《Jay Chou 2004 Taipei Concert》 |
| 2006年 | 李克勤                                                     | 容祖兒 |                      | 陳奕迅 《Get a Life Live》                   | 周杰倫 《依然范特西》                   |
| 2007年 | 軟硬天師                                                   | 鄭秀文 |                      | 鄭秀文 《Show Mi 鄭秀文2007 演唱會》         | 蔡 琴 《Tsai Chin Live 2007》           |
| 2008年 | 劉德華                                                     | 容祖兒 |                      | 劉德華 《劉德華Wonderful World香港演唱會07》 | 飛輪海 《双面飛輪海》                   |
| 2009年 | 林 峯                                                      | 衞 蘭 |                      | 張國榮 《最紅》                              | 陳綺貞 《太陽》                         |
| 2010年 | 林 峯                                                      | 鄭秀文 |                      | 鄭秀文 《Faith 信》                          | 何韻詩 《無名·詩》                      |
| 2011年 | 劉德華                                                     | 容祖兒 | Twins                | 容祖兒 《Joey & Joey》                       | S.H.E 《S.H.E. 愛而為一演唱會影音館》   |
| 2012年 | 劉德華                                                     | 邓紫棋 | Twins                | 劉德華 《我們的劉德華》                      | G.E.M. 《Xposed》                       |
| 2013年 | 林 峯                                                      | 容祖兒 | 草 蜢、軟 硬         | 陳僖儀 《All The Best》                      | 何韻詩 《Coexistence》                  |
| 2014年 | 郭富城                                                     | 容祖兒 | C AllStar            | 鄭秀文 《Love Is Love》                      | 鍾欣潼 《完整愛》                       |
| 2015年 | 張敬軒                                                     | 鄭秀文 | 草 蜢                | 鄭秀文 《Miracle Best Collection》           | 鄧紫棋 《新的心跳》                     |
| 2016年 | 林 峯                                                      | 容祖兒 | Twins                | 張國榮 《哥哥的歌》                          | 鄧紫棋 《25 LOOKS》                     |

- 譚詠麟於1987年度 第十屆 十大中文金曲頒獎禮中獲頒《全年總銷量冠軍歌星大獎》

## 榮譽獎項
| 年份   | 獲獎人         | 獎項                              |
| ------ | -------------- | --------------------------------- |
| 1997年 | 許冠傑         | IFPI香港30周年終身成就獎          |
| 2011年 | 汪明荃、鄭少秋 | IFPI香港45周年樂壇貢獻榮譽大獎    |
| 2011年 | 龍劍笙、梅雪詩 | IFPI香港粵劇貢獻大獎              |
| 2012年 | 顧嘉煇         | IFPI香港音樂文化貢獻大獎          |
| 2013年 | 譚詠麟         | IFPI香港流行音樂文化歌手大獎      |
| 2015年 | 溫 拿          | IFPI香港流行音樂文化貢獻 樂隊大獎 |

## 歷屆頒獎典禮
為免條目冗長，歷屆得獎名單將在下列按年分述。只列出網絡上沒有的正確資料及更正一些中國網絡流傳的失實資料。

### 1995年IFPI 香港十大銷售唱片
據IFPI 執行秘書王子田透露，10張最暢銷唱片計算方法是根據IFPI銷量榜之數字統計出來，然後知會其唱片公司是否角逐IFPI 全年最高銷量大獎，若唱片公司表示角逐，IFPI 便會派出核數師前往核數作準。
排名依序為:
- 張國榮 《寵愛》[18]
- 周華健 《弦途有你》[21]
- 張學友 《過敏世界》
- 彭羚 《如夢初醒》
- 雜錦 《情牽女人心》
- 陳慧嫻 《Welcome Back》
- 鄭伊健 《LIFE》
- 郭富城 《純真傳說》
- 李蕙敏 《秘密》

該年度，並沒有設置金唱片頒獎典禮，十大唱片銷量，以ifpi為凖，亦不會公開真實銷售數字，其他媒體（雜誌以及報章）所提供的資料（銷售數字以及十大排名猜測）一律只作參考，並無可取性。但若然銷量數字經權威性雜誌Billboard廣泛報道，亦即代表可靠正確。以彭羚為例，在1995年5月被列為近期香港最高銷量女歌手，兩張廣東唱片 《未完的小說》及《如夢初醒》總銷量超過350,000，其中《未完的小說》銷量達180,000，亦即餘下的銷量為《如夢初醒》。
1995年 IFPI全年最高銷量歌手大獎：劉德華、張國榮、彭羚、周華健、張學友   （五強排名不分先後）

注：在中國某網絡平台，製作了沒有任何真憑實據的香港唱片銷量影片，所謂的唱片銷量是某樂迷自己推測，而且資料錯漏百出，製作影片的目的是想混淆視聽，及想流傳一則失實的訊息，令人覺得天后級人馬，因為退出領獎，因此1995年IFPI全年最高銷量歌手大獎五強由彭羚補上，這段影片內容不僅是失實，亦是對彭羚的一種侮辱，當年銷量大獎是由香港唱片商會經香港電台頒發的，非香港電台自身的獎項，該天后級人馬退出領獎的獎項為十大優秀流行歌手，至於為什麼在頒獎典禮亮相，但又退出領獎，真實原因不明。此外，為什麼該天后級人馬，不入IFPI全年最高銷量歌手大獎五強，原因很簡單，就是銷量不達標。全年唱片銷量計算方法是由上年度的12月1日至下年度的11月30日，該天后級人馬在這段期間的唱片銷量總和不足，因此不夠資格入五強。據IFPI執行秘書王子田透露的1995年暢銷唱片列表，該天后級人馬的唱片沒有一張打入該榜單。另一方面，張國榮在當年亦宣布不領獎，但由於其唱片《寵愛》銷量達三十萬，
所以仍入選五強之列。應其要求，故當年沒頒發ifpi全年最高銷量唱片大獎予《寵愛》。

### 1996年IFPI 香港唱片銷量數據
- IFPI全年最高銷量歌手大獎：鄭伊健、 黎明、 張學友、 劉德華、 鄭秀文 （五強排名不分先後）
- IFPI全年最高銷量歌手大獎：鄭秀文、劉德華、張學友（最後三強）
- IFPI全年最高銷量歌手冠軍：張學友
- IFPI最高銷量大碟：張學友《愛與交響曲》
- 備註：IFPI最高銷量女歌手唱片 鄭秀文 《放不低》（一個版本）連續2週冠軍 上榜12週 [30]

注：鄭秀文的唱片銷量己經得到香港唱片商會核實及ifpi認證，其中（《捨不得你》+《放不低》）共35萬，兩張唱片均超過三白金，而台灣ifpi亦頒發了冠軍銷量證書給其國語專輯《值得》，當時截至10月的銷量是卅幾萬，沒有任何注水成份。鄭乃1996年全年最高銷量歌手最後三強，頒獎典禮過後透露排行第二，亦是1996年香港HMV華語最高銷量女歌手，當你見到網上，特別是中國網絡流傳1996年香港最高銷量女歌手唱片為另一位歌手，或將該歌手的唱片與鄭秀文的唱片並列是不正確。 當年能夠與鄭秀文的唱片並列是彭羚的窗外。彭羚的窗外，截至1995年12月的時候已經有雙白金銷量，及後在1996年年初累積到三白金。1996年全年總銷量計算方法，是由1995年12月1日至1996年11月31日， 
因此屬於跨年大碟的彭羚 《窗外》以及鄭秀文 《捨不得你》，銷量均計算在1996年裏頭。另外，上榜次數及冠軍次數與銷量多少無關，上榜次數多不代表銷量較上榜次數少好，最終銷量由香港唱片商會核實。例如: 黎明 《Perhaps...》屬於速賣型，當時在ifpi銷量榜，連續兩周冠軍，上榜次數僅五週，但銷量仍然超過雙白金，為當年暢銷唱片之一。因此某些樂迷不要依靠上榜次數及冠軍次數來估計銷量，特別是憑空想像的銷量沒有得到香港唱片商會及香港ifpi 認可。例如： 某歌手某唱片上榜十週，有一週冠軍，某些樂迷覺得銷量一定很高，估計有15萬，但事實並非一定如此，將一些不正確的資訊透過互聯網散播出去，是一種不負責任的行為。正正就是因為互聯網不斷散播一些香港唱片銷量的錯誤資訊，因此某香港雜誌，在沒有核實資料真偽情況下，將其抄寫在雜誌內，以致新一代樂迷，誤信一些失實的資料。

### 1997年IFPI 香港唱片銷量數據
- IFPI全年最高銷量歌手大獎：鄭秀文、張學友、郭富城、黎明、鄭伊健  （五強排名不分先後）
- IFPI全年最高銷量歌手冠軍：張學友
- IFPI最高銷量大碟：張學友《不老的傳說》 [34]
- 備註：IFPI最高銷量女歌手唱片 許美靜《靜聽精彩13首》（五個版本）連續3 週冠軍 上榜11週[35]

#### 1997年五大暢銷唱片
- 張學友《不老的傳說》
- 許美靜《靜聽精彩13首》
- 鄭秀文《我們的主題曲》
- 鄭秀文《濃情》
- 郭富城《愛的呼喚》[36]

餘下五名（排名不分先後）
張學友《雪狼湖》、鄭秀文 《華納超極品音色系列》、鄭伊健 《Life II 發現》、陳慧琳 《誰願放手精選17首》、梁漢文 《偷吻》。

### 1998年IFPI 香港唱片銷量數據
- IFPI全年最高銷量歌手大獎：劉德華、鄭秀文、黎明、郭富城、張學友  （五強排名不分先後）
- IFPI全年最高銷量歌手冠軍：張學友
- IFPI最高銷量大碟：蘇永康《不想獨自快樂》
- 備註：IFPI最高銷量女歌手唱片 鄭秀文 《feel so good》 （一個版本）連續2週冠軍 上榜7週 [37]

#### 1998年五大暢銷唱片
- 黎明《我這樣愛你》 [38]
- 蘇永康《不想獨自快樂》
- 劉德華《你是我的女人》
- 鄭秀文《Feel so good》
- 郭富城《風裏密碼》 [37]

注：ifpi 忽然改制，以致當年最高銷量的粵語唱片 黎明《我這樣愛你》未能獲獎，但有認證為三白金。ifpi 方面突指黎明的唱片只是EP，因此不符合獲獎資格。 另外，當年香港受1997年金融風暴所影響，引致1998年的整體唱片銷量下跌，當中只有五張唱片達到雙白金或以上的銷量。張學友《釋放自己》 僅差一點，才到雙白金。 

### 1999年IFPI 香港唱片銷量數據
- IFPI全年最高銷量歌手大獎：金：劉德華、銀：鄭秀文、銅：許志安
- IFPI全年最高銷量歌手冠軍：劉德華
- IFPI最高銷量大碟：張學友《友個人》
- 備註：IFPI最高銷量女歌手唱片 容祖兒  《EP 1 Joey》 （三個版本）3週冠軍 連續23週上榜  [39]

注：當時娛樂八卦雜誌公布的1999年的全年唱片十大銷量榜，以及某報章透露的所謂唱片經銷商公布的銷量，資料嚴重失實，以及錯漏百出。任何唱片銷量是由香港唱片商會以及香港ifpi所公佈為準，當年全年最高銷量的唱片為張學友的《友個人》，但那個非官方的全年唱片十大銷量榜，張學友的有個人，竟然只排第四，甚至比梁詠琪的《today》銷量還差，正正因為這宗假新聞，某些樂迷就誤傳在ifpi銷量榜上，連冠軍也沒有的梁詠琪《today》為該年度最高銷量的女歌手唱片，但事實並非如此，香港ifpi 及香港唱片商會從來沒有正式公布過該年度任何唱片的銷量數字，只透過香港電台頒發全年最高銷量歌手金銀銅。
而在香港Ifpi官方網站上，梁詠琪的《Today》認證為白金 ，實際銷量數字並沒有正式公布過。
另外，當年某報章亦大肆報道唱片經銷商公布了歌手全年唱片總銷量，但資料與事實不符。憑許志安的全年唱片總銷量以及鄭秀文全年唱片總銷量，便能知道這篇報道是錯誤的，只是媒體自己估計。 該報道聲稱許志安總銷量為十五萬四千，而鄭秀文總銷量為十三萬五千，但香港電台頒發的全年最高銷量歌手銀獎為鄭秀文，銅獎為許志安，所以假訊息已經不攻自破。而且Ifpi全年唱片銷量獎是有一個標準，過分低價的舊東家雙碟單片價的精選集，是不計算入全年唱片總銷量裏頭，例如當年定價為港幣48元正的鄭秀文精精選選以及許志安精精選選，甚至當年定價為港幣68元正的《但願人長久》，均不符合全年唱片總銷量獎的資格，但該報道竟把《但願人長久》，列入全年唱片總銷量，這是不正確的，而且其銷量數字，亦無從稽考，因為ifpi從來沒有公佈過實際銷量數字。雖然在ifpi銷量榜停留超過10週，但最高排名只得第六，從來沒有上過頭五位，因此該報章所報的銷量，有點不合理，位於十大唱片銷量榜第六至第十的唱片，銷售基數一般都不會好高的，特別在九九年整體唱片銷量持續下跌的情況下，超過白金數字是有點不合常規。另外，若果精選集為新曲加精選，例如劉德華《回家真好新曲加精選》，儘管價錢不高，但仍符合全年唱片總銷量的計算要求。

### 最近一屆
- 名稱：IFPI香港唱片銷量大獎頒獎禮2016
- 舉辦日期：2017年9月11日
- 地點：尖東唯港薈酒店
- 得獎名單：請參閱IFPI香港唱片銷量大獎頒獎禮2016內頁。

## 失實訊息
2005年1月30日網絡上曾流傳名為〝香港唱片商業聯會公佈04年銷量名單〞的非官方銷量榜。
最後經ifpi官方網站作出嚴正聲明，寫道國際唱片業協會(香港會)及香港唱片商會，從未透過任何渠道發表有關香港個別唱片或歌手銷量的訊息。。
在此之前，已有錯誤的訊息流傳網上，例如 1999年12月6日 網絡上曾流傳，名為〝1999年香港全年唱片前十位排名銷量〞的訊息， 當年全年最高銷量的唱片為張學友的 《有個人》，所以假的訊息己經不攻自破。唱片全年銷量榜，是經國際唱片業協會(香港會)或香港唱片商會發表，亦不會提供實際銷量數字，其他的一律只作參考，並沒有可取性。
假訊息不斷，2018年在中國網絡上流傳名為〝1993-2007香港唱片销量排行（女歌手篇）〞的訊息 ，所提供的資料（某些唱片銷售數字以及某些所謂的唱片銷量排名）未經證實。例如，文中所指的1994年全年最高銷量女歌手以及單張銷量女冠的資料非屬實， 當年並沒有名為全年最高銷量女歌手的獎項，更沒有提供全年最高銷量女歌手的資料，該樂迷只是憑空捏造，胡亂猜測，自己認為心目中的歌手乃當年最高銷量女歌手。另外，文中所指的1994年所謂單張銷量女冠的銷售數字，亦不正確，知名權威性的雜誌Billboard 透露銷量僅為十八萬，可以理解成超過三白金，又或者理解成唱片公司的語言偽術「突破四白金」，Billboard 同時亦透露該專輯為EMI唱片公司裏頭最高銷量的專輯。可是 ，文中所寫的銷量竟為二十萬，資料失實。
另外，該樂迷竟用未經ifpi證實，只是報章雜誌或網絡上胡亂猜測的全年十大唱片銷量榜來作參考。
文中提及，梁詠琪的《today》，銷量達8.5萬，聲稱為當年女歌手單碟女冠，惟這一項資訊並未得到任何官方證實，相信誤用1999年12月6日 網絡上流傳的失實訊息， 當年最高銷量的唱片為張學友的 《有個人》，因此，這一個非官方的銷量榜的資訊是錯漏百出。另外，文中引用一則新聞 ，透露所謂唱片經銷商發佈了1999年唱片銷量數字，惟未經證實。任何關於唱片銷量的資料，以國際唱片業協會(香港會)及香港唱片商會提供為凖，所謂香港經銷商與香港唱片商會名稱相似，疑似用以混淆視聽。由此可見，證明假訊息影響深遠，影響他人判斷。 該樂迷將一些ifpi 官方資料，摻雜著假訊息及個人臆測，疑似混淆視聽，用以提高其臆測的凖確性。
奉勸樂迷們一切資料以國際唱片業協會(香港會)及香港唱片商會提供為凖，某些中國樂迷自行臆測，憑空想像的訊息，一律無效。
補充：樂迷切勿相信香港娛樂八卦雜誌或報章所提供的銷量，因為沒有可取性，香港唱片銷量數字是由香港唱片商會核實及提供，有時媒體會因應與唱片公司，歌手的經理人或歌手本身的關係，從而選擇究竟用負面還是正面去報道娛樂新聞。例子：蘋果日報在1996年6月的時候，就大肆表揚黎明，表示其唱片救市，銷量好，甫出已達雙白金。但到同年12月蘋果日報集團旗下的忽然一週，就忽然轉軚，大肆表揚鄭伊健，先表示其跨年迷你專輯《Life II 》，甫出達十萬，銷量不遜於達四白金的張學友《愛與交響曲》，然後稱三張《古惑仔》的原聲大碟共達十七萬，及同年七月推出的《如果天空要下雨》銷量達十二萬，更勝天王，提及黎明的唱片銷量僅得八萬至十萬左右，但與六月時蘋果日報的報道黎明唱片銷量內容不相符。雖然鄭伊健的《如果天空要下雨》亦超過雙白金，為當年暢銷唱片之一，更入選IFPI全年最高銷量歌手大獎五強，但其唱片實際銷量數字從來沒有對外正式公布過，因此，娛樂八卦雜誌單方面公布的銷量，不能作準。另外，三張《古惑仔》的原聲大碟，非鄭伊健的個人專輯，不算入鄭伊健的全年唱片銷量中，因此該雜誌所提供的資料亦不正確。

## 嚴重爭議
注：只列出比較嚴重的爭議，天王級過往的冠軍爭奪戰，不提及。 

### 1999年 陳慧琳痛失一周冠軍事件
在1999年9月2日的IFPI排行榜中，由於陳慧琳的 《繼續愛我》 因人為錯誤報錯數，以致只能排第二，但到下周9月9日失而復得，終於打低郭富城的《遊園驚夢》，榮登IFPI唱片排行榜榜首。她在電台訪問中透露很開心，坦言不會因上周報錯數事件而怪任何人 。

### 1998年 葉佩雯突然被IFPI除名事件
在1998年7月3日，葉佩雯新碟《IN YOUR ARMS》破紀錄，打入了排行榜第十名，這是香港IFPI有史以來第一次有3吋細碟打入銷量榜十大位置 。
但到1998年8月7日，連續五個星期在IFPI排行榜的《IN YOUR ARMS》，卻突然被IFPI指不合規定而在排行榜中除名 。IFPI 方面透露，IFPI排行榜一向有規定上榜唱片必需超過二十分鐘，但葉佩雯的細碟卻未足夠，所以未當作唱片論。然而，記者去質問IFPI的負責人：「那為何前五個星期又可以上榜呢？ 」他卻聲稱以前沒有嚴格執行而有漏洞，但又說葉佩雯的細碟之前的成績還是會計算的。其唱片公司飛圖表示對決定感到莫名奇妙，據他們估計，葉佩雯的細碟該星期本應仍在榜中的七、八位左右。
可是，在一年後，IFPI竟厚此薄彼而作出偏頗行為，容許天后級人馬，在日本發行的遊戲英語單曲上榜。IFPI規則隨時變的做法讓人無所適從，見識何謂「誰大誰惡誰正確」。

### 1997年 林海峰踢爆新藝寶新碟篤數事件
在1997年6月26日，新藝寶在林海峰記者會上宣佈他的大碟《的士夠格》銷量已達白金數字。惟林海峰吃了「誠實豆沙包」，竟然在眾高層面前踢爆，指其實大碟還有少少才到白金數字，唱片公司提早頒給他。然而，語出驚人的他立即補鑊說「只是差少少，都是白金啦」。可是，最後其唱片未獲IFPI認證為白金，只有金唱片。此外，當時同屬新藝寶的天后級人馬，亦有對外誇大銷量，在1997年2月宣稱其迷你專輯銷量首日己達十萬，之後更說會達二十萬，亦即四白金，比當年經香港IFPI認證為三白金的《靜聽精彩13首》銷量還要高。但最後該迷你專輯，香港IFPI僅予白金認證，亦即銷售數字為五萬。

### 1997年 唱片賣30萬未獲提名，許志安痛失銷量獎事件
在1997年1月，香港電台《十大中文金曲頒獎典禮》宣布96年度 「唱片總銷量最高歌手大獎」最後入圍名單，然後再選出5名歌手，再選一個銷量最高為勝出者。
這一批專輯，乃統計歌手從95年12月1日至96年11月30日期間，歌手推出的大碟市場總和，並由香港唱片商會提供數字，然而10名入圍者，卻沒有許志安的份兒。 
許志安在96年曾推出《男人最痛》和《驚喜交集十七首》 兩張大碟，頭一張唱片在ifpi銷量榜上榜七週，連續兩周冠軍，第二張上榜長達廿週，佔有兩周冠軍，兩張專輯的總銷量達30萬。當中的《驚喜交集十七首》為四白金唱片，是他的銷售最高紀錄。
就許志安未能入10強一事，香港唱片商會長林耀表示：因達到預定日期，華星唱片公司均未提供數據，故此只好當許志安棄權。
安仔的經理人郭啟華，更疾呼不平：「我非常不滿華星這次做法」。
由於許志安約滿、不續約，故此華星便將他雪藏，亦沒有為他爭取獎項。
惟華星高層聲稱華星曾私下統計，安仔不可能拿獎，故沒有為他報名。
其實在1996年5月29日，華星唱片公司己透露許志安推出的精選集《驚喜交集17首》，目前銷量已超過13萬張，打破了他出道以來的銷量紀錄。
另外，在1996年6月20日， 經IFPI核實許志安是96年上半年度唱片最賣得男歌手《男人最痛》有兩白金及 《驚喜交集十七首》有三白金銷量，華星為安仔開記者會，贈予五白金唱片予安仔，還特邀得IFPI代表頒證書，證明唱片銷量。事後，安仔表示：張學友 《愛與交響曲》亦有三白金，透露他六月前只出了這一張唱片，而自己是兩張加起來有五白金，當然是沒得比，因學友一向是最賣得的歌手。
因此，華星的解釋，根本站不住腳。

### 2015年 IFPI香港唱片銷量大獎頒獎禮2014 有造馬之嫌事件
該屆最大爭議的地方，已不是沒有在香港唱片商會銷量榜上榜的唱片，亦能得銷量獎，而是當今樂壇其中一個歌手銷量有五位數字，甚至有六位數字的鄭秀文，竟然沒有十大銷量歌手獎，這是最令樂迷難以接受。該年度最高銷量大碟為其《Love is Love》，在香港唱片商會銷量榜上連續五週冠軍（51週-52週為合併週）停留榜上達十一週，第一版買斷貨，才出第二版，乃該屆少數唱片銷量達到五位數字，因此是沒有可能沒有十大銷量歌手獎。 反而唱片沒有上過香港唱片商會銷量榜的鍾欣潼，唱片上榜五週，最高位置僅得第六的泳兒，以及唱片上榜一週，最高位置僅得第七的甄妮竟均能得到十大銷量歌手獎，甚至鍾欣潼的唱片，竟能成為全年最高銷量國語大碟，令人無語。值得留意，三位歌手的唱片也是英皇出品，果真是英皇唱片銷量大獎。該屆有很多唱片均未能在香港唱片商會銷量榜上榜，也能得獎，例如張惠妹《姊妹SACD》、梁漢文《聽后感》、楊千嬅《色惑》、S.H.E《2gether 4ever 演唱會影音館》及 葉振棠《笑傲江湖-葉振棠》等等......多不勝數，甚至唱片在香港唱片商會銷量榜上榜，但有自購之嫌的柳妍熙《Who's Shay?》也得到銷量獎，毫無公信力可言。

## 外部連結
- IFPI香港唱片銷量大獎